# Pave Celestin 3.
Pave Celestin 3. (latin: Caelestinus III; ca. 1106 – 8. januar 1198), født Giacinto Bobone, var pave fra 30. marts eller 10. april 1191 frem til sin død i 1198. Han blev født ind i den adelige Orsini-familie i Rom og tjente som kardinaldiakon før hans udnævnelse til pave. Han blev begravet i Laterankirken.